# Hugh William Grosvenor
Hugh William Grosvenor (6 de abril de 1884 — 30 de outubro de 1914) foi o sexto filho de Hugh Grosvenor, 1.º Duque de Westminster, e de sua segunda esposa, A Honorável Katherine Caroline Cavendish.
Em 21 de abril de 1906, ele desposou Lady Mabel Crichton, filha de John Crichton, 4.º Conde Erne, e de sua esposa, Lady Florence Cole, filha de William Cole, 3.º Conde de Enniskillen. Eles tiveram dois filhos:
- Gerald Hugh Grosvenor, mais tarde 4.º Duque de Westminster.
- Robert George Grosvenor, mais tarde 5.º Duque de Westminster.

Lorde Hugh Grosvenor foi um comandante do esquadrão C do regimento Life Guards e foi morto em ação durante a Primeira Guerra Mundial.

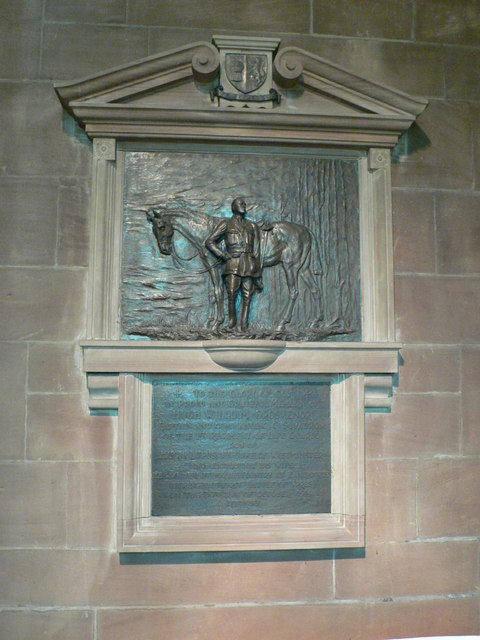
Memorial ao capitão Lord Hugh William Grosvenor na Igreja de St Mary, Eccleston